# شتاتلون
اشتات لون (بالألمانية: Stadtlohn) هي بلدة ألمانية تقع في ألمانيا في بوركن. يقدر عدد سكانها بـ 20,674 نسمة .

## المدن التوأمة
مدن دينكللاند، آلتلاندسبرغ وSan Vito al Tagliamento هي مدن توأمة لـاشتات لون.

## معرض صور

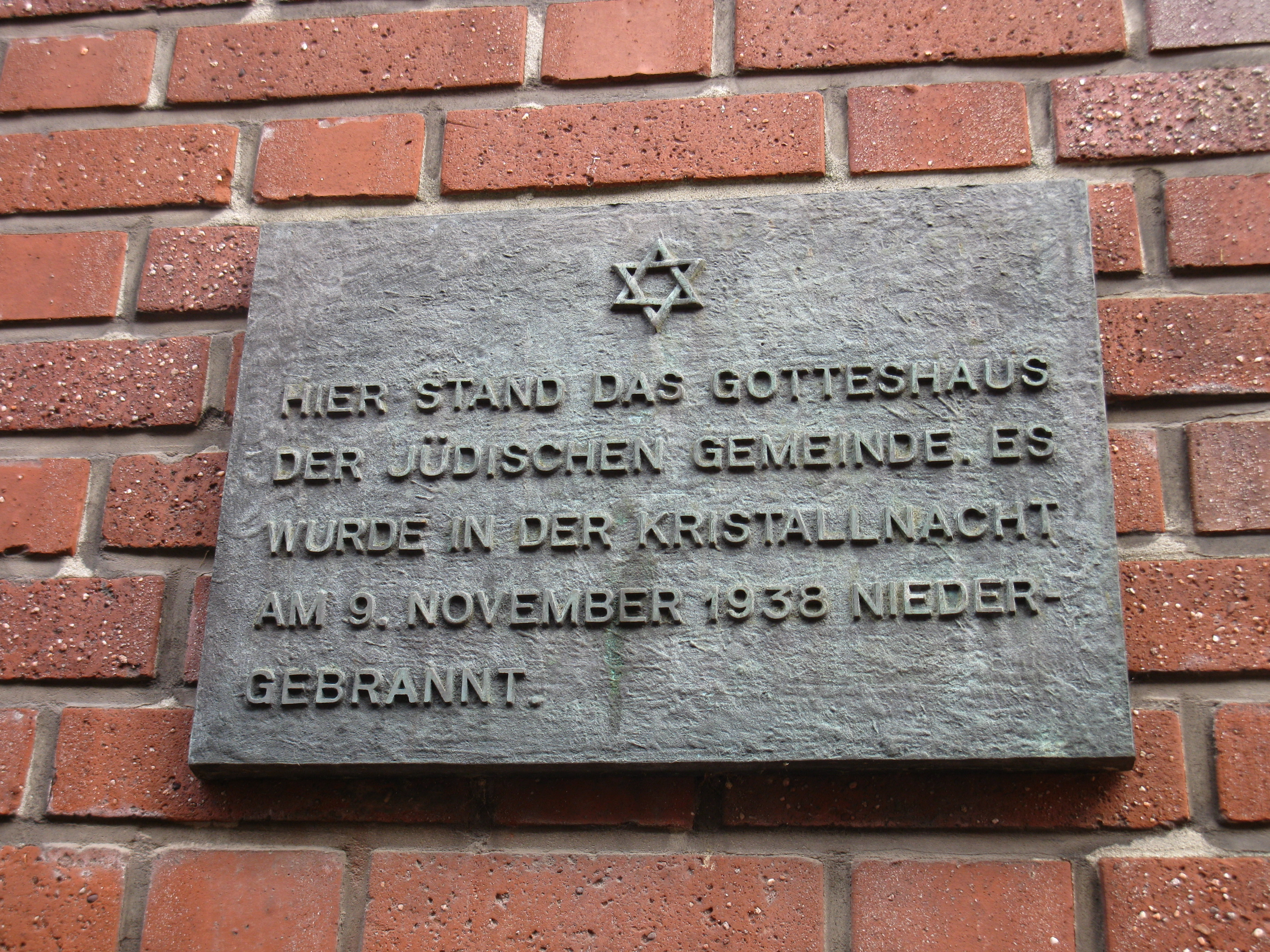
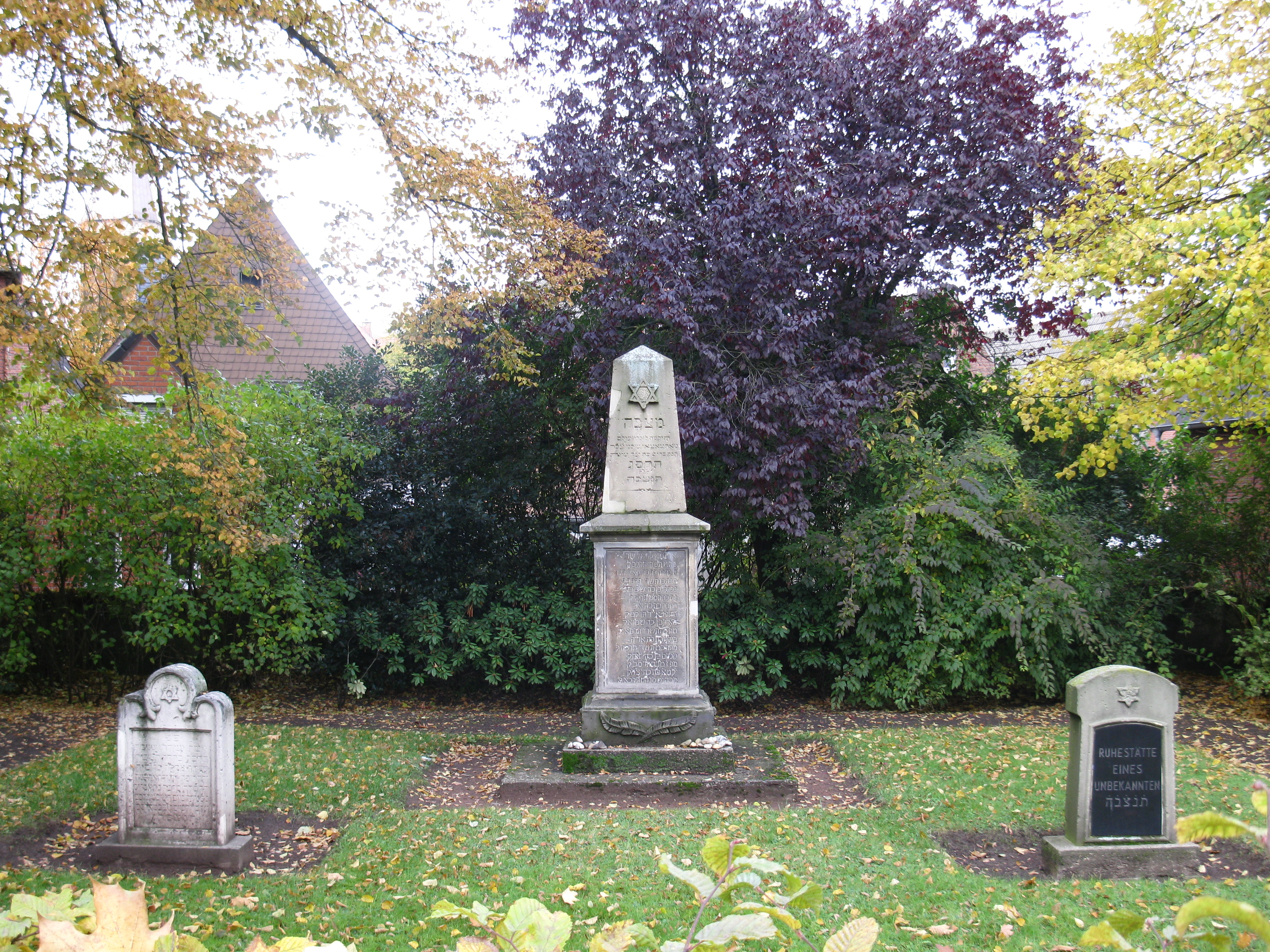
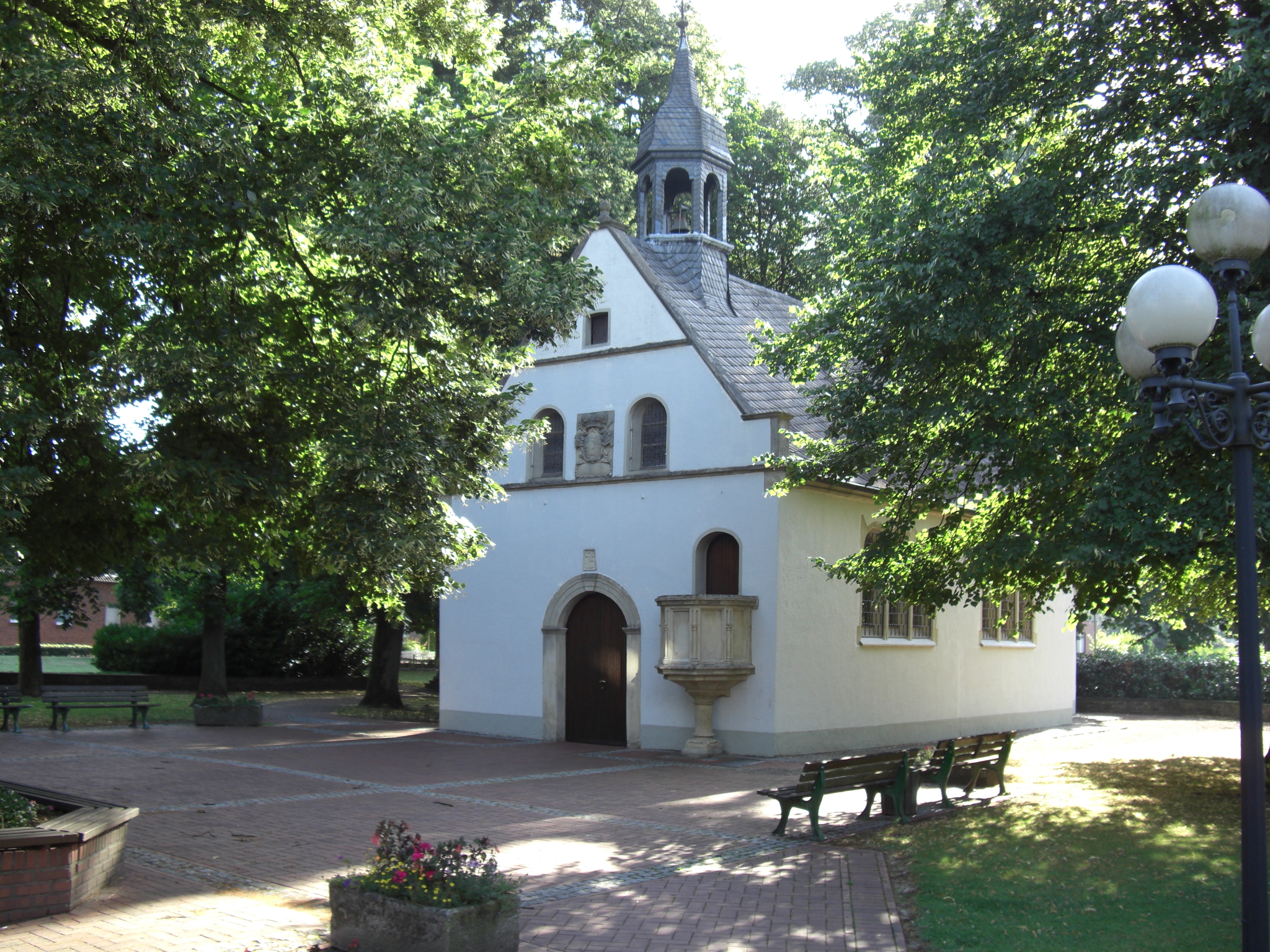
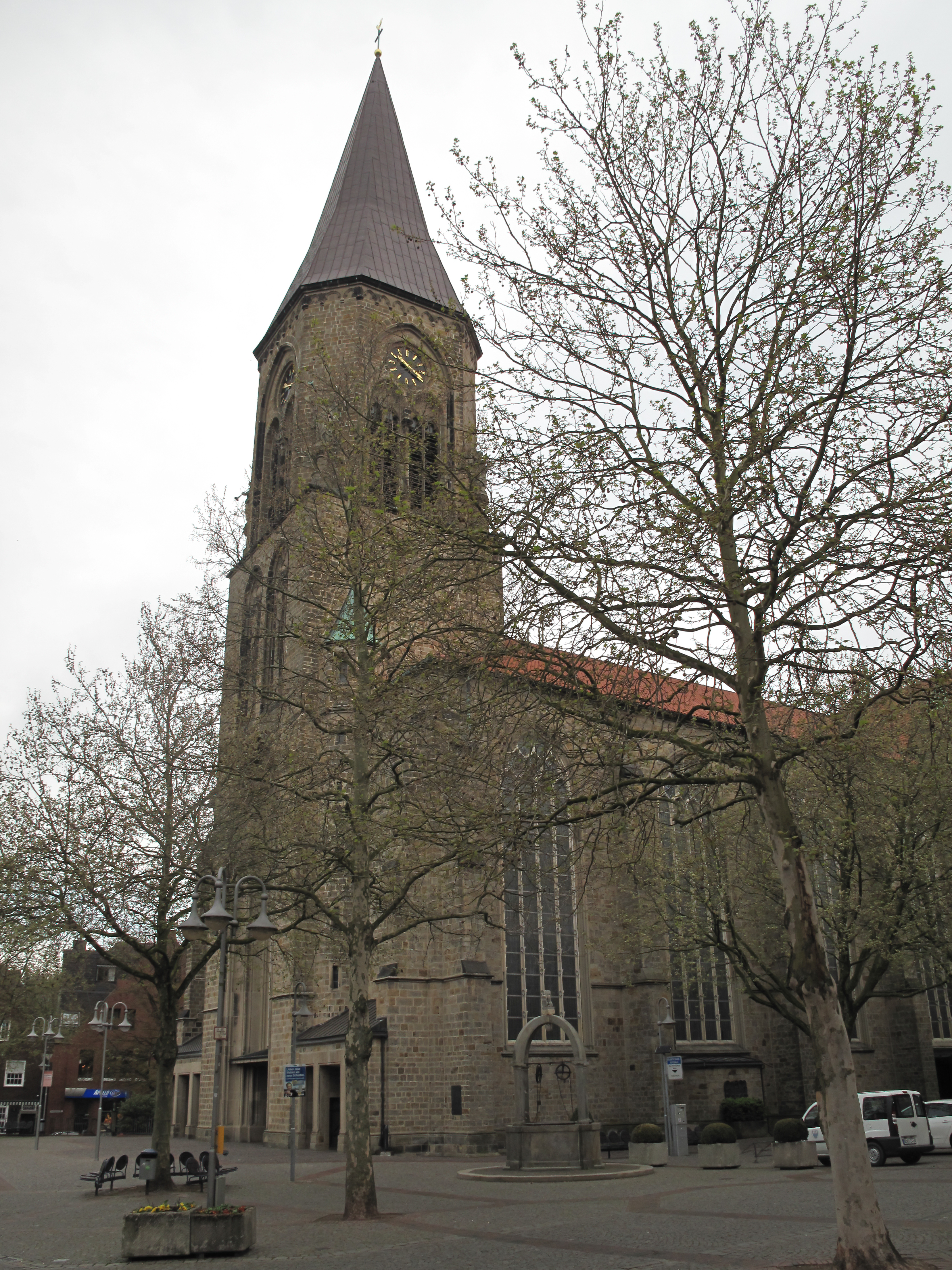